# Aulo Mânlio Vulsão (cônsul em 474 a.C.)
Aulo Mânlio Vulsão (em latim: Aulus Manlius Vulso) ou, alternativamente, Cneu Mânlio Vulsão (em latim: Gnaeus Manlius Vulso), foi um político da gente Mânlia nos primeiros anos da República Romana eleito cônsul em 474 a.C. com Lúcio Fúrio Medulino.

## Biografia
Aulo Mânlio pertencia à nobre gente Mânlia, uma das mais antigas e conhecidas gentes patrícias da Roma Antiga e cujos cognomes mais comum durante o período republicano eram Capitolino, Torquato e Vulsão. O nomen "Mânlio" era frequentemente confundido com "Mânio" ou "Manílio".
Foi eleito cônsul em 474 a.C. juntamente com Lúcio Fúrio Medulino e foi pai de Aulo Mânlio Vulsão, um dos decênviros em 451 a.C.
O Senado encarregou um dos cônsules de marchar contra os veios para levar a guerra ao seu território e Aulo Vulsão foi o escolhido. Ele rapidamente assediou Veios, o que levou ao fim da guerra e a um acordo de paz. Mânlio, que obteve de imediato dos embaixadores veios uma recompensa de um ano de salário para seus soldados e suprimentos para dois meses (enquanto a trégua foi acordada depois por quarenta emissários veios diretamente com os senadores), recebeu, ao chegar em Roma, uma ovação por seus resultados. Re-estabelecida a paz, foi realizado um censo da população romana, resultando num total de 103 000 cidadãos, um número que excluía escravos e estrangeiros. 
No ano seguinte, o tribuno da plebe Cneu Genúcio processou os cônsules por terem se recusado a realizar a distribuição de terras aos cidadãos pobres como havia sido prometido pelo Senado. Mas, no dia escolhido para a discussão do processo, o tribuno foi encontrado morto em sua casa sem sinais de violência em seu cadáver; a sua ausência impediu o prosseguimento do processo, que terminou anulado.